# FK Otrant Ulcinj
Fudbalski klub Otrant Ulcinj (czarnog. Фудбалски Клуб Oтpант Улцињ) – czarnogórski klub piłkarski z siedzibą w Ulcinju. Został utworzony w 1921 roku, jako FK Ulcinj. Obecnie występuje w Drugiej lidze Czarnogóry. 20 maja 2009 roku klub wygrał największą różnicą bramek mecz Drugiej ligi pokonując FK Ribnica Konik 12:2. Największym rywalem drużyny "FK Otrant" jest klub FK Mornar Bar.

## Stadion
Klub rozgrywa swoje mecze domowe na stadionie Stadion Olympic w Ulcinju, który może pomieścić 1.500 widzów.

## Sezony
| Sezon                          | Liga                                                         | Poziom | Miejsce |
| Federalna Republika Jugosławii |                                                              |        |         |
| 2001/02                        | Crnogorska regionalna liga – Juzna regija (grupa południowa) | IV     | 1       |
| 2002/03                        | Crnogorska liga                                              | III    | 12      |
| Serbia i Czarnogóra            |                                                              |        |         |
| 2003/04                        | Crnogorska regionalna liga – Juzna regija (grupa południowa) | IV     | ?       |
| 2004/05                        | Treća crnogorska liga – Juzna regija (grupa południowa)      | IV     | ?       |
| 2005/06                        | Treća crnogorska liga – Juzna regija (grupa południowa)      | IV     | 1       |
| Czarnogóra                     |                                                              |        |         |
| 2006/07                        | Treća liga – Juzna regija (grupa południowa)                 | III    | 1       |
| 2007/08                        | Druga liga                                                   | II     | 10      |
| 2008/09                        | Druga liga                                                   | II     | 4       |
| 2009/10                        | Druga liga                                                   | II     | 10      |
| 2010/11                        | Druga liga                                                   | II     | 11      |
| 2011/12                        | Treća liga – Juzna regija (grupa południowa)                 | III    | 2       |
| 2012/13                        | Treća liga – Juzna regija (grupa południowa)                 | III    | 4       |
| 2013/14                        | brak drużyny seniorów w rozgrywkach ligowych                 | -      | -       |
| 2014/15                        | brak drużyny seniorów w rozgrywkach ligowych                 | -      | -       |
| 2015/16                        | Treća liga – Juzna regija (grupa południowa)                 | III    | 1       |
| 2016/17                        | Druga liga                                                   | II     | 3       |
| 2017/18                        | Druga liga                                                   | II     | 5       |
| 2018/19                        | Druga liga                                                   | II     | 4       |
| 2019/20                        | Druga liga                                                   | II     | 10      |
| 2020/21                        | Treća liga – Juzna regija (grupa południowa)                 | III    | ?       |

 * W wyniku przeprowadzonego 21 maja 2006 referendum niepodległościowego zadeklarowano  zerwanie dotychczas istniejącej federacji Czarnogóry z Serbią (Serbia i Czarnogóra). W związku z tym po sezonie 2005/06  wszystkie czarnogórskie zespoły wystąpiły z lig Serbii i Czarnogóry, a od nowego sezonu 2006/07 Otrant Ulcinj przystąpił do rozgrywek Trećiej crnogorskiej ligi.

## Sukcesy
- 3. miejsce Drugiej crnogorskiej ligi (1): 2017 (brak awansu do Prvej crnogorskiej ligi, po przegranych barażach).
- mistrzostwo Trećej crnogorskiej ligi (2): 2007 i 2016 (awanse do Drugiej crnogorskiej ligi, po wygranych barażach).
- mistrzostwo Crnogorskiej regionalnej ligi (IV liga) (4): 1990, 1992, 1997 i 2002 (awanse do Crnogorskiej ligi).
- mistrzostwo Trećej crnogorskiej ligi (IV liga) (1): 2006 (brak awansu do Drugiej crnogorskiej ligi, po przegranych barażach).